# Poliakrylany

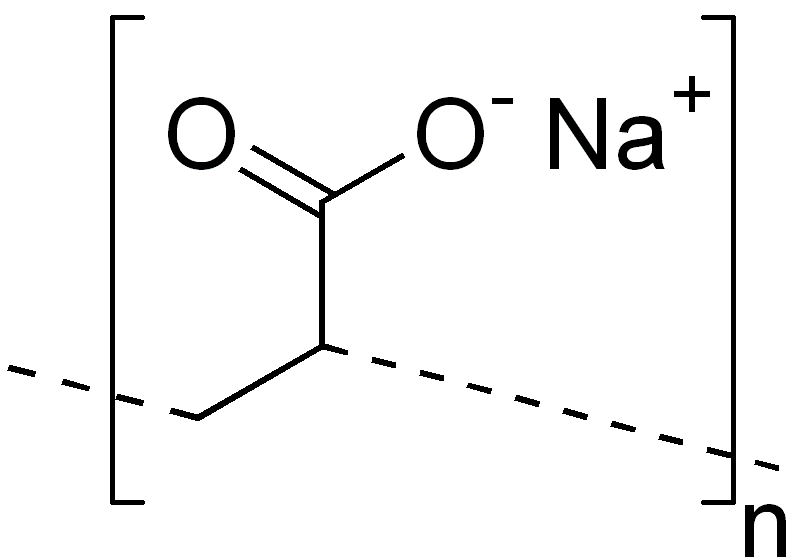
Struktura chemiczna poliakrylanu sodu

Poliakrylany – organiczne związki chemiczne powstałe w wyniku polimeryzacji pochodnych kwasu akrylowego i kwasu metakrylowego. Należą do grupy polimerów nazywanych ogólnie jako tworzywa sztuczne. Materiały zawierające poliakrylany charakteryzują się przejrzystością, odpornością na pękanie i elastycznością zależną od zastosowanego składu merów. Poliakrylany odznaczają się odpornością na starzenie atmosferyczne, nie żółkną pod wpływem światła, mają korzystne właściwości optyczne i wytrzymałościowe. Cechy poliakrylanów kształtowane są przez dobór odpowiednich monomerów, zarówno ilościowy, jak i jakościowy.

## Monomery
Monomery akrylowe, używane do tworzenia poliakrylanów są to głównie estry pochodne kwasu akrylowego i kwasu metakrylowego. Zawierają grupę winylową –HC=CH2 oraz grupę karboksylową –COOH.
Do monomerów tych należą:
- akrylan metylu
- akrylan etylu
- akrylan butylu
- metakrylan metylu
- metakrylan etylu
- metakrylan butylu

## Wykorzystanie poliakrylanów
- akrylonitryl (włókna syntetyczne, sztuczny jedwab, anilana, kauczuki)
- farby akrylowe (farby emulsyjne nazywane farbami lateksowymi i emalie)
- kity akrylowe
- kleje akrylowe (typu „Super glue”)
- lakiery akrylowe
- poliakrylamid (przemysł kosmetyczny, leczenie poparzeń)
- poliakrylan sodu (wkłady chłonące wodę)
- poli(metakrylan metylu) (szkło akrylowe)
- światłowody